# Nieuwe Meer
Nieuwe Meer est un hameau d'environ 410 habitants situé dans la commune néerlandaise d'Haarlemmermeer, en province de Hollande-Septentrionale.
La localité est située à 8 km au sud-ouest d'Amsterdam.